# Вальвестіно
Вальвестіно (італ. Valvestino) — муніципалітет в Італії, у регіоні Ломбардія, провінція Брешія.
Вальвестіно розташоване на відстані близько 460 км на північ від Рима, 115 км на схід від Мілана, 40 км на північний схід від Брешії.
Населення — 194 особи (2014).

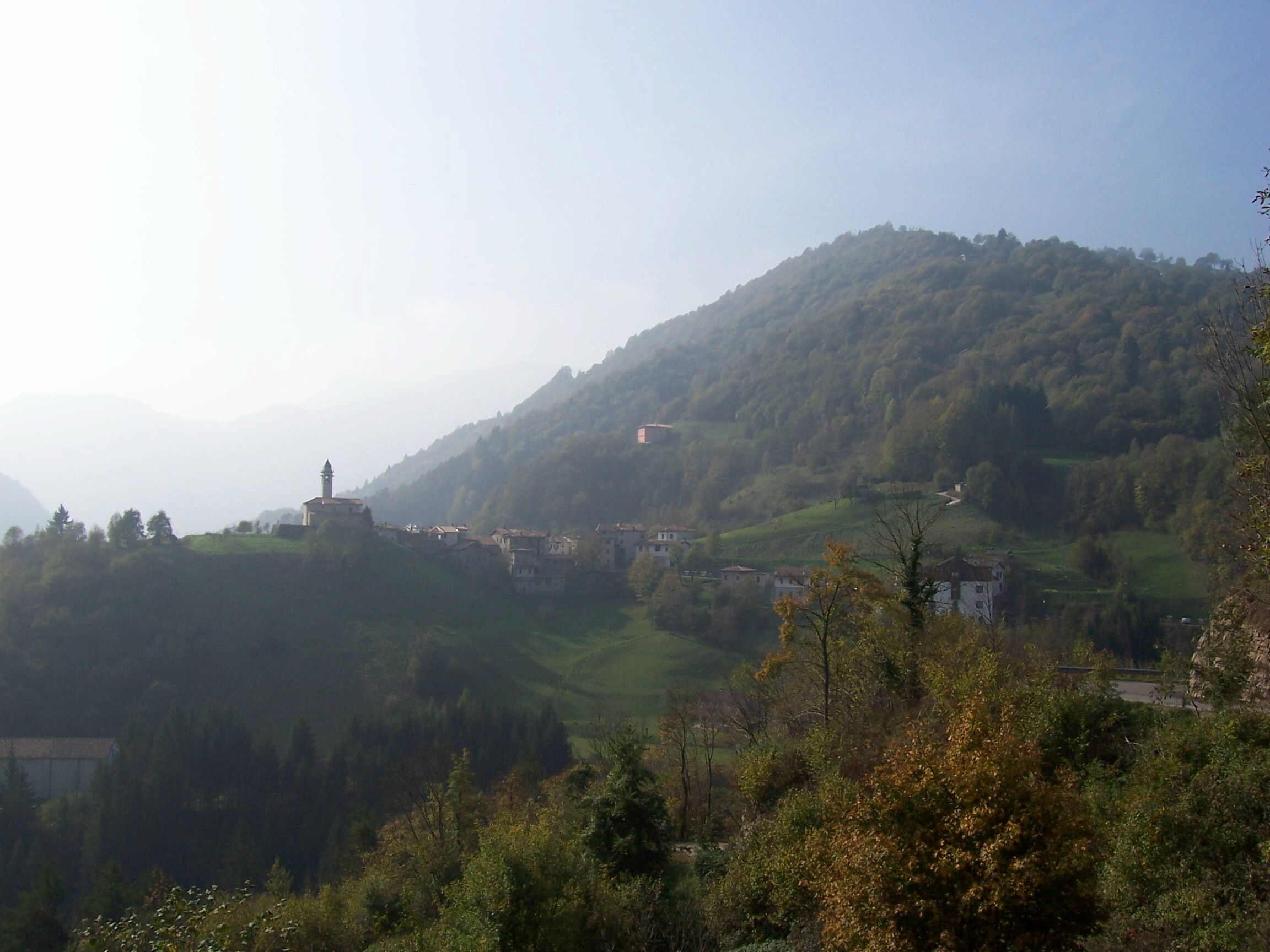

Щорічний фестиваль відбувається 29 серпня. Покровитель — святий Іван Хреститель.

## Демографія
Населення за роками:

Станом на 1 січня 2023 року в муніципалітеті офіційно проживало 5 іноземців з 4 країн, серед них 2 громадяни країн Євросоюзу.

## Сусідні муніципалітети
- Бондоне
- Каповалле
- Гарньяно
- Ідро
- Магаза
- Тіньяле